# Anote Tong
Anote Tong (chinês simplificado: 汤安诺, pinyin: Tāng Ānnuò; Tabuaeran, Ilhas Gilbert e Ellice, 11 de junho de 1952) é um político de Kiribati, de ascendência chinesa e foi presidente do país de 2004 até 2016. Estudou na Universidade de Canterbury e na London School of Economics.

## Biografia
Venceu as eleições de julho de 2003 com 47,4% dos votos expressos, concorrendo contra o seu irmão, Dr. Harry Tong (43,5%) e o advogado  Banuera Berina (9,1%). O resultado das eleições foi contestado pela oposição, que alegou fraude eleitoral, mas o Supremo Tribunal de Tarawa confirmou o resultado. Foi reeleito em 17 de outubro de 2007 para um segundo mandato com 64% dos votos.
Em 5 de junho de 2006, pediu ajuda à comunidade internacional para evacuar o país antes que ele desapareça, devido aos estragos causados pelo aquecimento global 
Foi sucedido na presidência em 2016 por Taneti Mamau, candidato da oposição.